# HMS Shakespeare (P221)
Pour les autres navires du même nom, voir HMS Shakespeare.
Le HMS Shakespeare (numéro de coque P221) est un sous-marin de la troisième série d'unités de la classe S, construit pour la Royal Navy pendant la Seconde Guerre mondiale par Vickers-Armstrongs à Barrow-in-Furness en Angleterre.

## Conception et description

Schéma d'un sous-marin de classe S.

Les sous-marins de la classe S ont été conçus pour patrouiller dans les eaux resserrées de la mer du Nord et de la mer Méditerranée. Les sous-marins de la troisième série de cette classe étaient légèrement plus grands et améliorés par rapport à la série précédente. Ces sous-marins avaient une longueur hors tout de 66,1 mètres, une largeur de 7,2 m et un tirant d'eau de 4,5 m. Leur déplacement était de 879 tonnes en surface et 1 006 tonnes en immersion. Les sous-marins de la classe S avaient un équipage de 48 officiers et matelots. Ils pouvaient plonger jusqu'à la profondeur de 90 m.
Pour la navigation en surface, ces navires étaient propulsés par deux moteurs Diesel de 950 ch (708 kW), chacun entraînant un arbre et une hélice distincte. En immersion, les hélices étaient entraînées par un moteur électrique de 650 ch (485 kW). Ils pouvaient atteindre 15 nœuds (28 km/h) en surface et 10 nœuds (19 km/h) en plongée. Les sous-marins de la troisième série avaient une autonomie en surface de 6 000 milles marins (11 000 km) à 10 nœuds (19 km/h), et en plongée de 120 milles (220 km) à 3 nœuds (5,6 km/h).
Ces navires étaient armés de sept tubes lance-torpilles de 21 pouces (533 mm). Une demi-douzaine de ces tubes étaient à l'avant, et il y avait un tube externe à l'arrière. Ils transportaient six torpilles de rechange pour les tubes d'étrave, et un total de treize torpilles. Douze mines pouvaient être transportées à la place des torpilles stockées à l’intérieur. Ils étaient également armés d'un canon de pont de 3 pouces (76 mm). Les navires du troisième groupe de la classe S étaient équipés d’un système ASDIC de type 129AR ou 138 et d'un radar d'alerte précoce de type 291 ou 291 W.

## Construction et carrière
Commandé le 4 avril 1940 dans le cadre du programme de construction de 1940, le HMS Shakespeare est mis sur cale aux chantiers navals Vickers-Armstrongs à Barrow-in-Furness en Angleterre le 13 novembre 1940 et lancé le 8 décembre 1941 avec la désignation alphanumérique P221. Il a été admis en service dans la Royal Navy le 10 juillet 1942,.
Le P221 entre ensuite en service le 10 juillet 1942, effectuant des manœuvres d'entraînement et d'essai dans la zone du Firth of Clyde dans les semaines qui suivent. Transféré à la base de Lerwick, le 15 août, le P221 part pour sa première mission de guerre, patrouillant sans succès la mer de Norvège jusqu'au 26 août; le 7 septembre, le P221 part pour une nouvelle mission, patrouillant les eaux au large des côtes norvégiennes en tant qu'escorte à distance du convoi FP 18 à destination de l'Union soviétique, puis revient à Lerwick le 23 septembre sans avoir enregistré le moindre contact avec l'ennemi.

### Opérations en Méditerranée
Le 11 octobre 1942, le P221 fut réaffecté au théâtre de guerre de la Méditerranée, et navigua de la base du Saint-Loch en direction de Gibraltar où il arriva le 21 octobre suivant. La première mission dans les eaux de la mer Méditerranée a déjà eu lieu le 1er novembre, lorsque le P221 a quitté Gibraltar pour patrouiller dans les eaux algériennes afin de protéger les débarquements de l'opération Torch, qui a débuté le 8 novembre suivant : le sous-marin a effectué une reconnaissance sous-marine par périscope des plages désignées pour le débarquement des unités anglo-américaines autour d'Alger, puis a patrouillé le tronçon de mer entre la Sardaigne et la Tunisie à la recherche d'unités ennemies. Le 16 novembre, le P221 effectue sa première attaque, lançant quatre torpilles contre le navire marchand allemand Menes qui se dirige vers Biserta avec l'escorte du torpilleur italien Clio: deux explosions sont enregistrées mais en réalité le Menes ne signale aucun dommage, et le P221 doit échapper à une attaque de grenades sous-marines du Clio. Le sous-marin est ensuite rentré à Gibraltar le 21 novembre après avoir enregistré des problèmes de moteur.

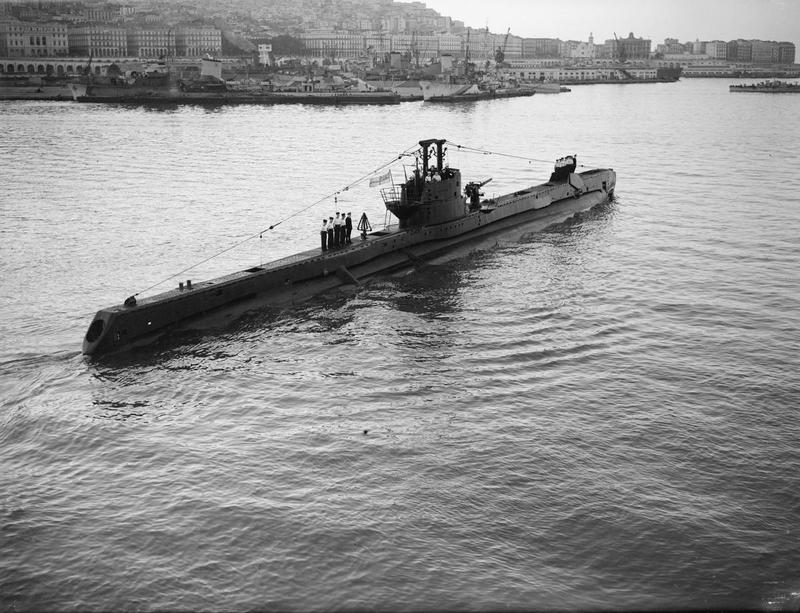
Le Shakespeare à Alger en avril 1943

Le 7 décembre, le P221 doit quitter Gibraltar pour se rendre aux chantiers navals de Sheerness afin de suivre les réparations nécessaires de l'appareil moteur ; les travaux se poursuivent jusqu'au 3 mars 1943, date à laquelle le sous-marin est remis en service. Sur ordre de Winston Churchill, les sous-marins ont reçu un nom complet, afin de mieux distinguer les sous-marins britanniques des U-boote allemands : le P221 a pris le nom de HMS Shakespeare en l'honneur du poète et dramaturge anglais homonyme, la deuxième unité de la Royal Navy à porter ce nom. Le 11 mars, le HMS Shakespeare a navigué de Portsmouth à Gibraltar, à la tête d'une patrouille du golfe de Gascogne à la recherche des violeurs du blocus allemand.
Après son arrivée à Gibraltar le 24 mars, le Shakespeare se dirige vers Alger, puis effectue une mission de patrouille au large de la côte Est de la Sardaigne à partir du 9 avril; le 13 avril, il échappe de justesse à une attaque aérienne ennemie, et revient à Alger le 26 avril sans autre contact. Le 13 mai, lors d'une nouvelle mission de patrouille en mer Tyrrhénienne à l'Est de la Corse, commencée le 8 mai précédent, le Shakespeare a coulé les petits bateaux de pêche italiens Sant'Anna M. et Adelina à l'Est des Bouches de Bonifacio en utilisant son canon de pont; une semaine plus tard, le 20 mai, le sous-marin bombarde avec son canon les hangars de l'aéroport de Calvi en Corse, sans infliger de dommages importants et plonge au bout de cinq minutes à cause du feu de riposte des batteries côtières italiennes.
Le 19 juin 1943, le Shakespeare aperçut le sous-marin allemand U-73 dans les eaux au Sud de Majorque, mais ne put l'attaquer car il fut bombardé par erreur par un avion allié, qui ne le toucha cependant pas. En juillet, le sous-marin a effectué des patrouilles dans les eaux de la Sicile lors des événements du débarquement des unités alliées sur l'île, puis s'est dirigé vers la base de Malte ; le 6 août, alors qu'il patrouillait dans les eaux au Nord d'Ustica, il a tenté une attaque à la torpille contre deux croiseurs italiens, le Eugenio di Savoia et le Raimondo Montecuccoli, mais n'a pas pu les toucher.
Entre le 30 août et le 2 septembre, le sous-marin a effectué une reconnaissance de la zone du golfe de Salerne en préparation de l'invasion amphibie de l'Italie continentale. Le 7 septembre, le Shakespeare a torpillé et coulé le sous-marin italien Velella alors qu'il naviguait à 18 milles nautiques (33 km) à l'Est de Licosa: le Velella a été le dernier sous-marin italien perdu par les Alliés pendant la Seconde Guerre mondiale, quelques heures seulement avant l'annonce de la capitulation de l'Italie. Après d'autres missions de patrouille dans la mer Tyrrhénienne, le 18 octobre, le Shakespeare s'est rendu à la base de Beyrouth pour participer brièvement à des opérations en Méditerranée orientale. Le 26 octobre suivant, il a coulé le bateau de pêche SYR 404/Aghios Konstantinos en mer Égée à coups de canon, tandis que le 3 décembre, il a canonné et coulé le bateau de pêche Eleftheria au large de Kos dans le Dodécanèse .

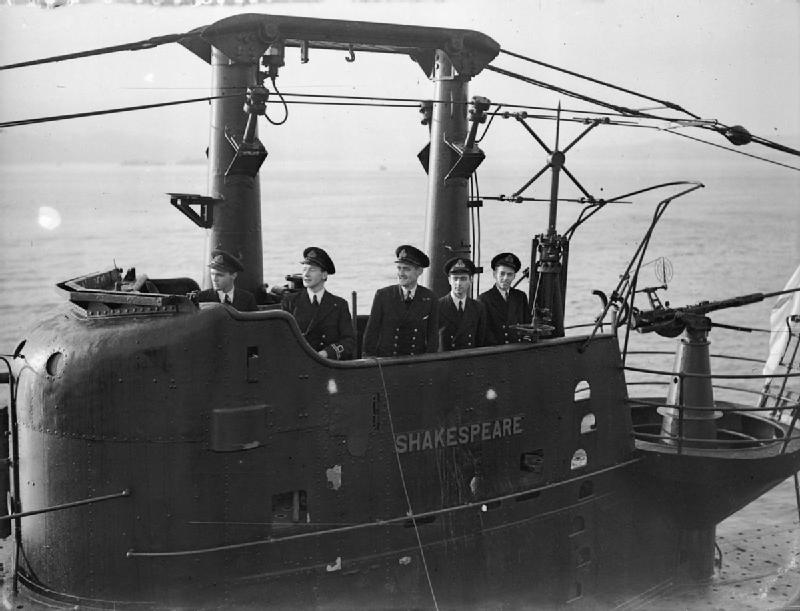
Vue de la tourelle de Shakespeare lors du retour du bateau au Royaume-Uni à la fin de sa période de service en Méditerranée ; le troisième officier en partant de la gauche est le commandant du sous-marin de l'époque, le lieutenant Michael Ainslie.

### Opérations dans l'océan Indien
Le 17 décembre, le sous-marin retourne à Gibraltar, d'où il s'embarque pour Plymouth où il subit des travaux de maintenance qui durent jusqu'en juin 1944. Le Shakespeare a passé les mois suivants à effectuer des exercices dans ses eaux territoriales, à l'exception d'une mission de patrouille anti-U-Boot dans les eaux à l'Est des îles Shetland entre le 17 et le 19 août 1944. Le 3 octobre, le Shakespeare est affecté aux opérations de guerre contre le Japon dans les eaux de l'océan Indien. Il arrive à la base de Trincomalee à Ceylan le 24 novembre, après un long périple en Méditerranée et dans le canal de Suez.
Le 20 décembre, le Shakespeare appareille de Tricomalee pour sa première mission offensive dans l'océan Indien, en patrouillant dans les eaux des îles Andaman. Le 31 décembre, le sous-marin attaque un convoi japonais à l'Est de Port Blair, coulant le cargo Unryu Maru 2 515 tonneaux de jauge brute à l'aide de torpilles et s'est ensuite échappé sans dommage de l'attaque avec les grenades sous-marines des chasseurs de sous-marins japonais Ch-34, Ch-35 et Ch-63.
Le 3 janvier 1945, toujours au large des îles Andaman, le Shakespeare lance quatre torpilles contre un petit navire marchand japonais qui navigue seul, et ne pouvant le toucher, il en ressort pour l'attaquer au canon: la cible s'avère cependant être équipée d'une pièce d'artillerie et engage avec le Shakespeare un duel serré avec des tirs de canon. L'affrontement a attiré l'attention d'une unité de guerre japonaise (dont l'identité n'est pas claire, probablement le dragueur de mines W-1, Wa-3 ou Wa-7), mais le Shakespeare ne pouvait pas disparaître car un tir d'artillerie du navire marchand avait percé la coque résistante rendant la plongée impossible. Une collision en surface dure s'ensuivit, au cours de laquelle le feu de Shakespeare fit taire le canon du navire marchand et immobilisa l'unité de guerre japonaise, mais à la fin de laquelle le bateau britannique avait pris quatre autres coups qui l'avaient gravement endommagé. Alors qu'il s'éloignait du champ de bataille, le Shakespeare a été attaqué à plusieurs reprises par des avions japonais pendant les huit heures qui ont suivi, avec des dégâts supplémentaires avant que l'obscurité ne permette au sous-marin de s'échapper; un des avions japonais a été abattu et deux autres probablement endommagés par les armes du sous-marin.
Le Shakespeare a dû faire état de graves dommages, notamment plusieurs inondations qui ont fait tomber les moteurs principaux, de nombreuses fuites dans la coque, des dommages aux systèmes de direction et aux systèmes radio; quinze membres d'équipage ont été blessés dans la collision, dont deux sont décédés de leurs blessures dans les jours qui ont suivi. Après deux jours de navigation précaire, aux premières heures du 6 janvier, le Shakespeare a rencontré le sous-marin HMS Stygian, qui l'a escorté jusqu'à son port d'attache. Aidé par les destroyers HMS Raider et HMS Whelp, le Shakespeare est arrivé au port de Tricomalee le 8 janvier. Remorqué par la corvette HMS Rockrose, le Shakespeare a atteint Colombo le 12 février pour être réparé. La disponibilité de la base cingalaise n'a pas permis de réparer la coque résistante du sous-marin, et les travaux se sont limités à la restauration du système de propulsion et à ce qui était suffisant pour permettre au sous-marin de naviguer vers le Royaume-Uni.
Le sous-marin a navigué le 23 mai pour rentrer chez lui via le canal de Suez et la Méditerranée, et est arrivé à Portsmouth le 30 juin. Après de nouvelles inspections, le commandement de la marine britannique a décidé que les réparations n'étaient pas rentables et le sous-marin a été mis hors service. La coque a finalement été vendue pour être démolie le 14 juillet 1946.

## Commandants
- Lieutenant (Lt.) Michael Frederic Roberts Ainslie (RN) du 10 avril 1943 au 1er mars 1944.
- Lieutenant (Lt.) William Evan Ironside Littlejohn (RANVR) du 1er mars 1944 au 6 mars 1944.
- Lieutenant (Lt.) David Swanston (RN) du 6 mars 1944 au ?

Notes: RN = Royal Navy - RANVR = Royal Australian Naval Volunteer Reserve